# Marton (Harrogate)
Marton – wieś w Anglii, w hrabstwie North Yorkshire, w dystrykcie (unitary authority) North Yorkshire. Leży 22 km na północny zachód od miasta York i 296 km na północ od Londynu. Marton jest wspomniana w Domesday Book (1086) jako Martone.